# تايلور أكورسي
تايلور أكورسي (بالإنجليزية:Taylor Accursi) هي مهاجمة كندية لهوكي الجليد، تلعب حاليًا ضمن فريق Buffalo Beauts في دوري الهوكي الوطني للسيدات (NWHL).

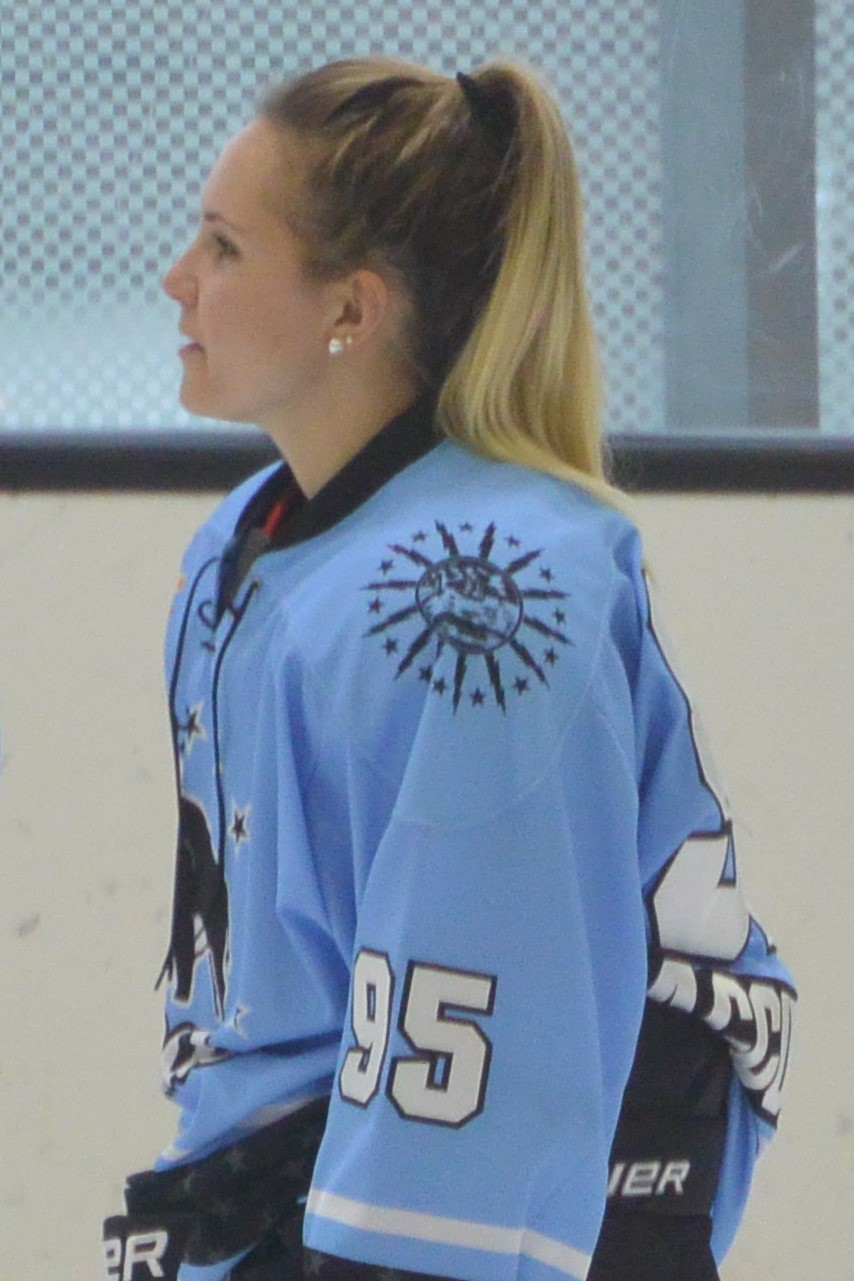
لاعبة الهوكي "تايلور أكورسي"

| تايلور أكورسي        | تايلور أكورسي                               | تايلور أكورسي                               | تايلور أكورسي                               |
| -------------------- | ------------------------------------------- | ------------------------------------------- | ------------------------------------------- |
| الولادة              | 2 مارس 1995 (سن 26) أنكاستر، أونتاريو، كندا | 2 مارس 1995 (سن 26) أنكاستر، أونتاريو، كندا | 2 مارس 1995 (سن 26) أنكاستر، أونتاريو، كندا |
| الطول                | 173 cm (5 ft 8 in)                          | 173 cm (5 ft 8 in)                          | 173 cm (5 ft 8 in)                          |
| المركز               | مهاجم (هوكي الجليد)                         | مهاجم (هوكي الجليد)                         | مهاجم (هوكي الجليد)                         |
| التسديد              | شمال                                        | شمال                                        | شمال                                        |
| NWHL فريق Former فرق | Buffalo BeautsMercyhurst Lakers             | Buffalo BeautsMercyhurst Lakers             | Buffalo BeautsMercyhurst Lakers             |
| مسيرة اللعب          | 2013–حاليًا                                  | 2013–حاليًا                                  | 2013–حاليًا                                  |

## الحياة المهنية
خلال المرحلة الثانوية، لعبت في Burlington Barracudas of PWHL.
من 2013 إلى 2017، التحقت بجامعة ميرسيهورست Mercyhurst University في الولايات المتحدة، وسجلت حوالي 38 نقطة في 123 مباراة NCAA. كافحت في مواسمها القليلة الأولى لصالح Mercyhurst، حيث سجلت 15 نقطة فقط في المواسم الثلاثة الأولى لها، قبل أن تسجل 23 نقطة في 35 مباراة في موسمها الأخير.
بعد التخرج، خططت لترك الهوكي وأن تصبح ضابطة شرطة، حتى أقنعتها أختها بتجربة العب لصالح Beauts. سجلت أول هدف لها في دوري الهوكي الوطني للسيدات في أكتوبر 2017 بفوزها 3-2 على فريق حوت كونيتيكت (NWHL)، وهو الهدف الافتتاحي لموسم 2017-18 لدوري الهوكي للسيدات NWHL.
في موسم 2019-2020 ، حصّلت 25 نقطة في 24 مباراة، من بينها 16 هدفًا، احتلت المركز الخامس في قائمة الهدافين في الدوري، حيث تم إقصاء Beauts في مباراة اللعب ضد فريق الحوت The Whale قبل نصف النهائي.
فيما بعد تم تعيينها في فريق Dempsey في لعبة NWHL All-Star لعام 2020. سجلت أربعة أهداف في مسيرتها الرياضية في مباراة واحدة في 2019 Buffalo Believes Classic ، المباراة الافتتاحية في الهواء الطلق لالدوري هوكي للسيدات NWHL ، وسجلت جميع الأهداف الأربعة في الفترة الثالثة لإعادة Beauts من تأخره بثلاثة أهداف (على الرغم من فوز Riveters في النهاية بـ لعبة 7-4).
أعادت توقيعها مع Beauts لموسم 2020–21 لدوري الهوكي الوطني للسيدات، وهي أول لاعب في الفريق تعيد التوقيع وتم تعيينها كقائد للفريق. ومع ذلك، بعد عدم تمكنها من تأمين أسبوعين كاملين من عملها خارج الهوكي، اضطرت إلى الانسحاب من موسم الفقاعات.

## أسلوب اللعب
غالبًا ما توصف تايلور أكورسي بأنها هدافة بالفطرة، وقد لوحظت بسبب سرعتها وتسارعها ومهاراتها في المناولة. في عام 2017، قارن نيت أوليفر - الذي أصبح فيما بعد المدير العام لـ Beauts- طريقة استحوازها باللاعبة بافل داتسيوك-Pavel Datsyuk، مشيرًا إلى أنه «مثل Houdini ، فهي تشبه إلى حد ما فنانة الهروب. فتحة صغيرة، والتكبير، التسديد.» عندما طُلب منها أن تصب أسلوب لعبها المميز قالت: «أحب تسجيل الأهداف... بالتأكيد تسجيل الأهداف.» وقد حظيت أيضًا بالاهتمام بسبب احتفالاتها بالأهداف. 

## الحياة الشخصية
خارج لعبة الهوكي، تعمل تايلور أكورسي كضابط شرطة في شرطة مقاطعة أونتاريو. بالإضافة إلى أن شقيقتها هانتر أكورسي هي أيضًا تلعب في فرقة Beauts.وهي مرتبطة بلاعب دوري لاكروس الوطني السابق مايك أكورسي.

## إحصائيات مهنية
| 2017-18    | Buffalo Beauts | NWHL       | 15 | 6  | 5  | 11 | 8  | 2 | 0 | 0 | 0 | 2 |
| 2018-19    | Buffalo Beauts | NWHL       | 13 | 4  | 2  | 6  | 2  | 2 | 0 | 0 | 0 | 0 |
| 2019-20    | Buffalo Beauts | NWHL       | 24 | 16 | 9  | 25 | 16 | 1 | 0 | 1 | 1 | 0 |
| NWHL مجموع | NWHL مجموع     | NWHL مجموع | 52 | 26 | 16 | 42 | 26 | 5 | 0 | 1 | 1 | 2 |